# Hôtel Fouet
L'hôtel Fouet est un hôtel particulier situé place Saint-Sauveur à Caen.
Cet hôtel fait l’objet d’une inscription au titre des monuments historiques depuis le 21 juin 1927.

## Histoire
L'hôtel est érigé en 1740 par monsieur Fouet, un riche drapier caennais, c'est l'un des premiers hôtels de la place saint-Sauveur à la suite de sa réorganisation décidée par les échevins en 1735.

## Architecture
L’hôtel ne respecte pas totalement les normes prescrites par l’intendant Fontette pour le réaménagement de la place ; pour voir et être vu, il orne son premier étage d’un balcon orné qui court sur toute la façade et dont le garde-corps en ferronnerie est remarquable. Les baies de cet étage sont surmontées de clés en forme de coquille avec des motifs champêtres et rococo qui se déploient sur toute la largeur de la baie. Ainsi l’étage noble est-il bien marqué. Entre les consoles qui soutiennent le balcon, surmontant les ouvertures du rez-de-chaussée, apparaissent des visages sculptés représentant des allégories comme la Mort ou le Temps. Ainsi, bien que l’alignement ne soit pas formellement rompu, l’hôtel Fouet se distingue des immeubles voisins par l’ampleur et la hauteur de sa façade, ainsi que par la richesse exceptionnelle de sa décoration.

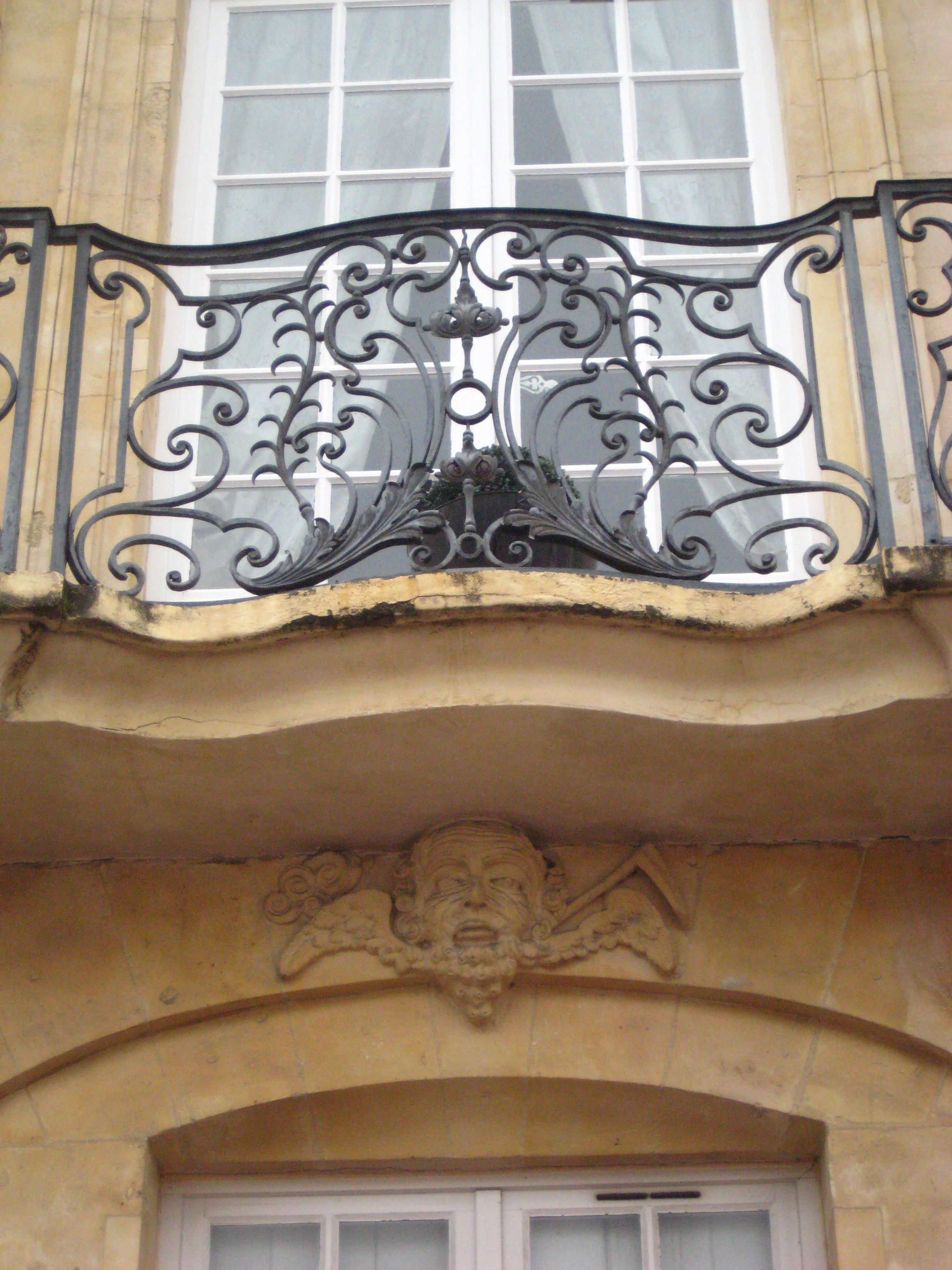
Mascaron
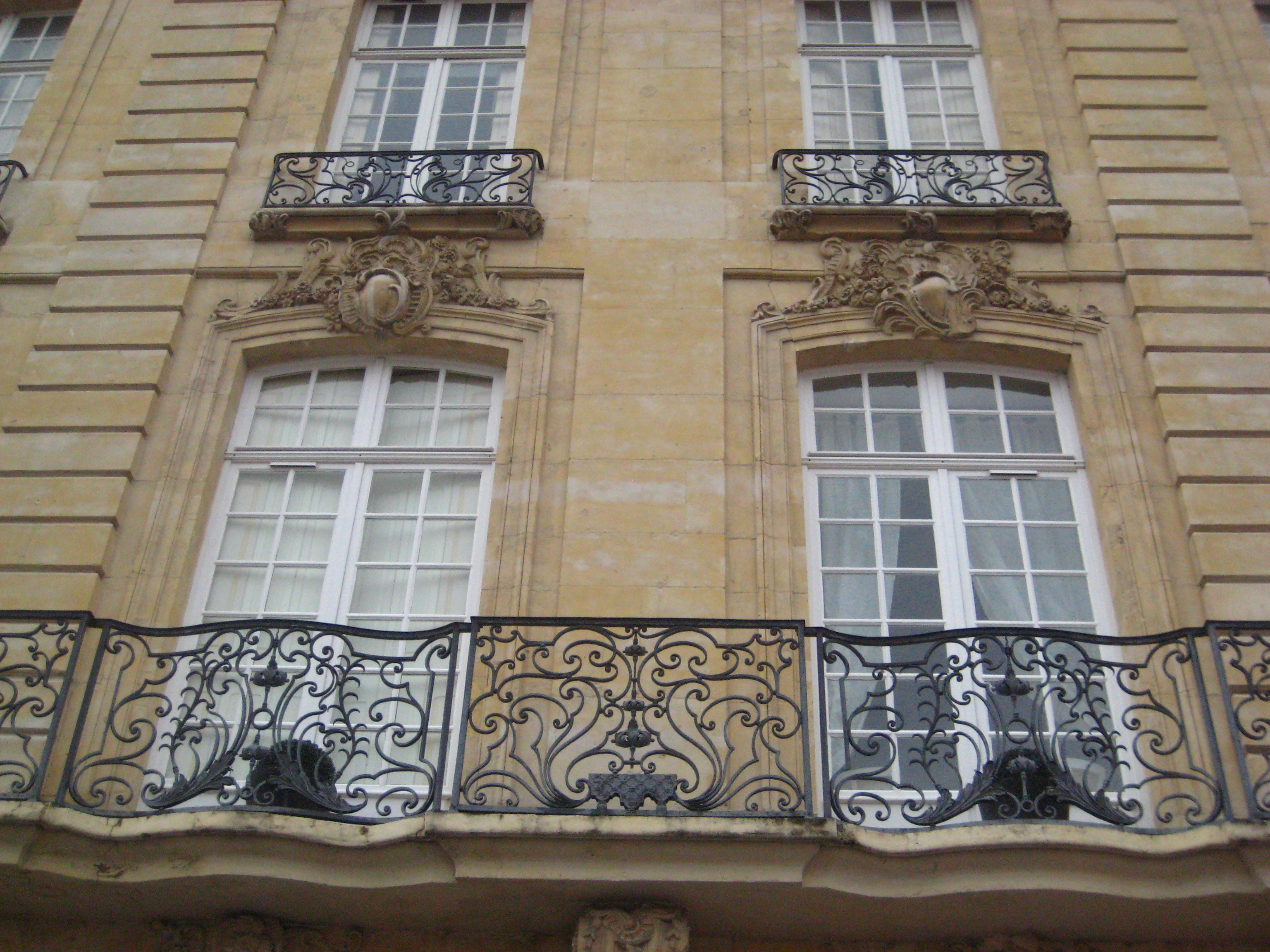
Balcon
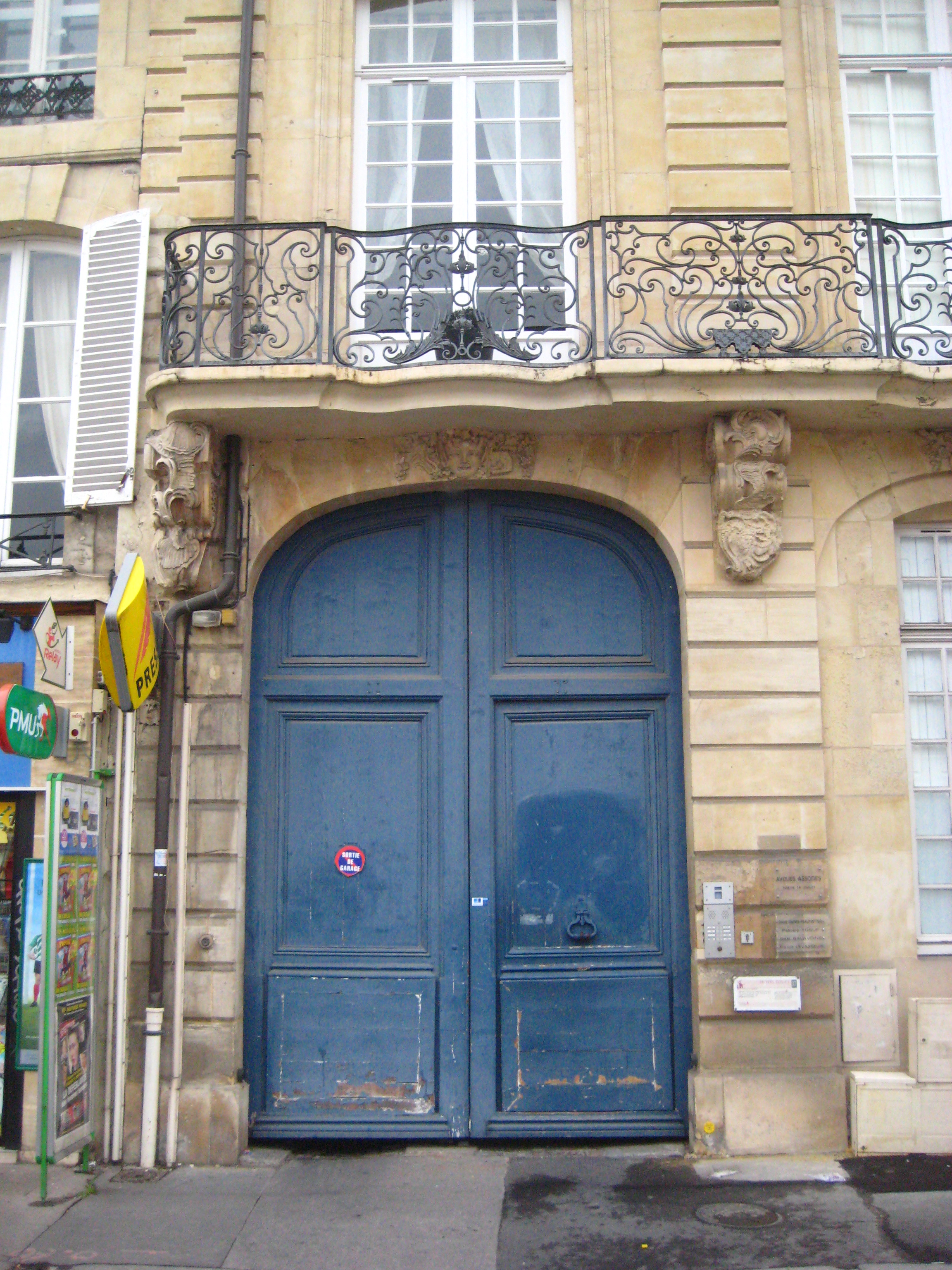
Porte cochère